# エルリコン

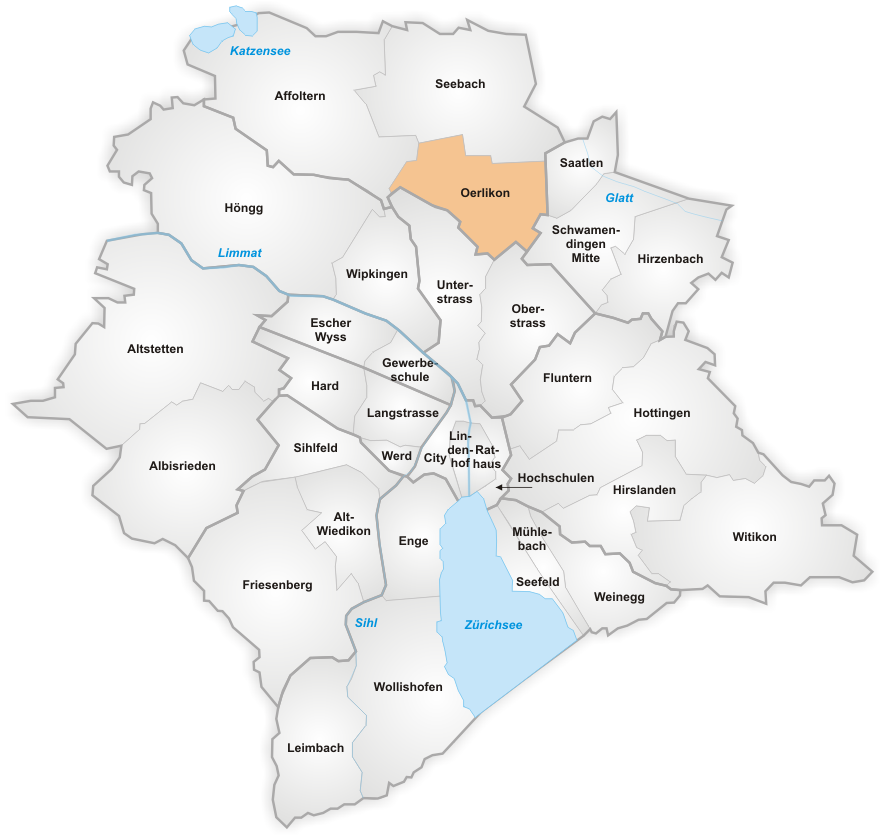
エルリコンの地図

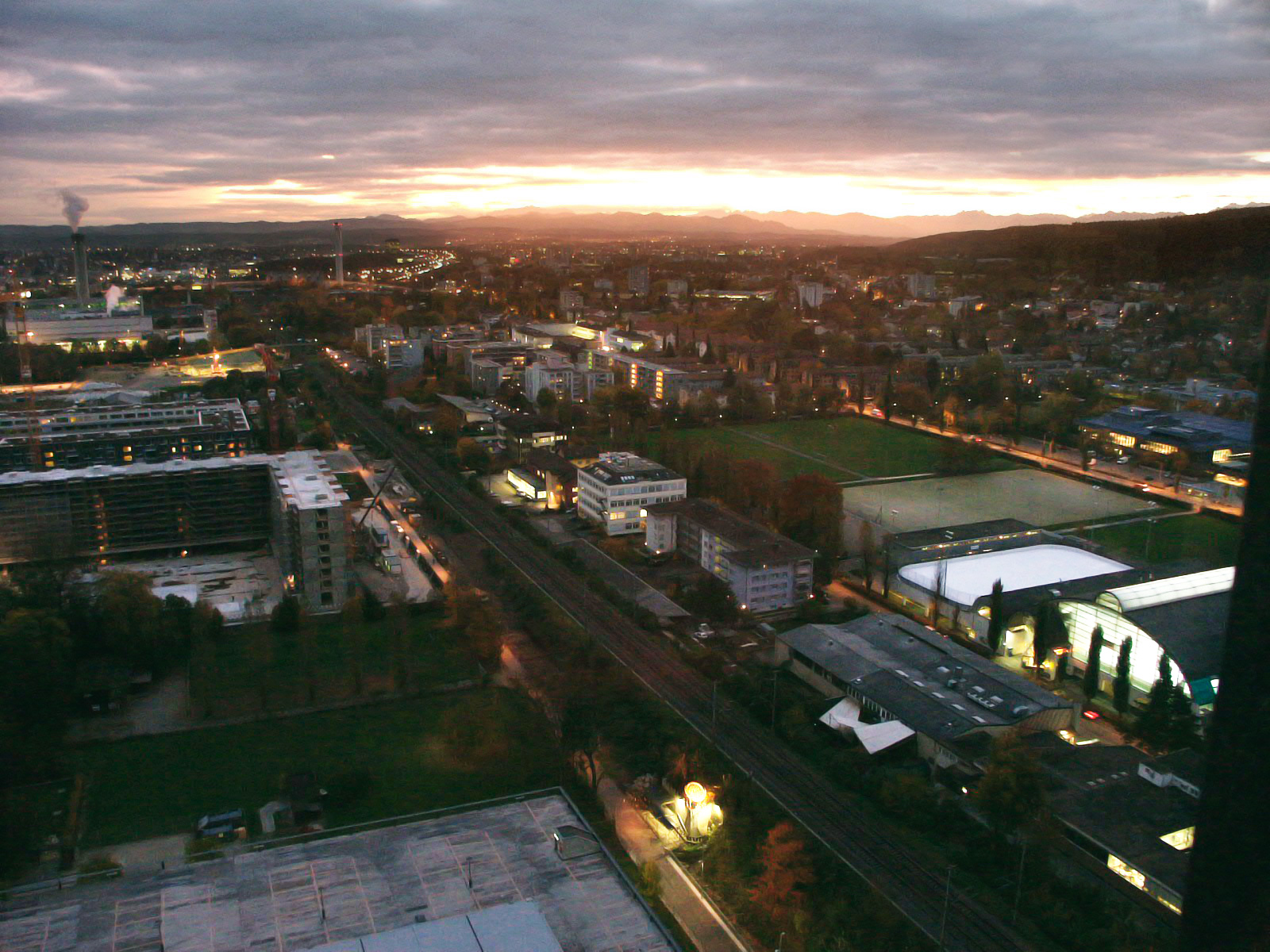
エルリコンの日の出

エルリコン(Oerlikon) は、スイス、チューリッヒの北部にある地域である。もとは独立した自治体であり、1934年に11区のアフォルテンやゼーバッハと共にチューリッヒと合併した。日本語ではエリコンと書かれることもある。

## 歴史
エルリコンの名前は、ドイツ語圏の創設者オリロに因む。エルリコンは946年（942年という説もある）にはじめて「Orlinchowa」と言及されている。当時、エルリコンの町には1ダース以上の家があり、シュヴァメンディンゲンの一部として学校や併設された教会があった。
1855年、ドイツ南部とチューリッヒを結ぶ鉄道が建設された。これに伴い、エルリコンは急速に発達し、産業と貿易の中心となった。
1872年には、エルリコンがシュヴァメンディンゲンから分離し、独自の自治体となった。
1897年、チューリッヒからエルリコンまでの鉄道が建設され、分岐した路線はさらにゼーバッハとシュヴァメンディンゲンを結んでいる。

## 名所
鉄道線の南側には、Neumarkt や züri 11 shopping のショッピングセンター、高級ホテル Swissôtel、商業施設のあるエルリコン中心街が広がる。
駅の北側には、ニュー・エルリコンが広がる。
旧工業地帯では、新しい住宅や職場がつくられている。町の建築は、見晴らしの良いタワーのあるエルリコン・パークや、エンジン工場であるマシーネンファブリック・エルリコンの跡地に建設されたMFOパーク、トラウゴット・ワーレン・パーク及びルイス＝ハフリンガー公園など、豊富な公園のために明るい印象がある。

## 産業
メッセ・チューリッヒの建物である競技場のハレンシュタディオンは、エルリコンにある。
1876年に設立されたマシーネンファブリック・エルリコンもエルリコンにあった。
ABBもエルリコンにある。
エリコングループとその本部であるOCエリコンマネジメント社本社の社名にある「エリコン」は前身のWerkzeugmaschinenfabrik OerlikonがMaschinenfabrik Oerlikonから分社して設立され当初エルリコンに本社を置いていたことにちなんでいる。現在の本社は同じチューリヒ市内のプフェフィコーン (Pfäffikon) にある。。

## 交通
チューリッヒ・エルリコン駅は、チューリッヒ・Sバーン路線網の重要な分岐駅であり、公共交通機関が集まる。複数の路線の接続駅でもあり、チューリッヒ・SバーンのS2、S5、S6、S7、S8、S14及びS16、グラット・バレーのシュタットバーン・グラッタルやチューリッヒ・トラムなどが接続する。数分の所要時間であるチューリッヒ中央駅へは、列車が頻繁に発着している。
「スターネン・エルリコン」(Sternen Oerlikon) と呼ばれるエルリコンの電停は、「星のエルリコン（スタード・エルリコン）」としてドイツ語から文字をそのまま英語に翻訳される。この名前は、駅を中心とする道路が5角の完全な星形を形成しており、電停の配置から名付けられている。星を形成しているのは、
- Schaffhauserstrasse
- Ohmstrasse
- Wallisellenstrasse
- Querstrasse

の5通りである。

## 外部リンク

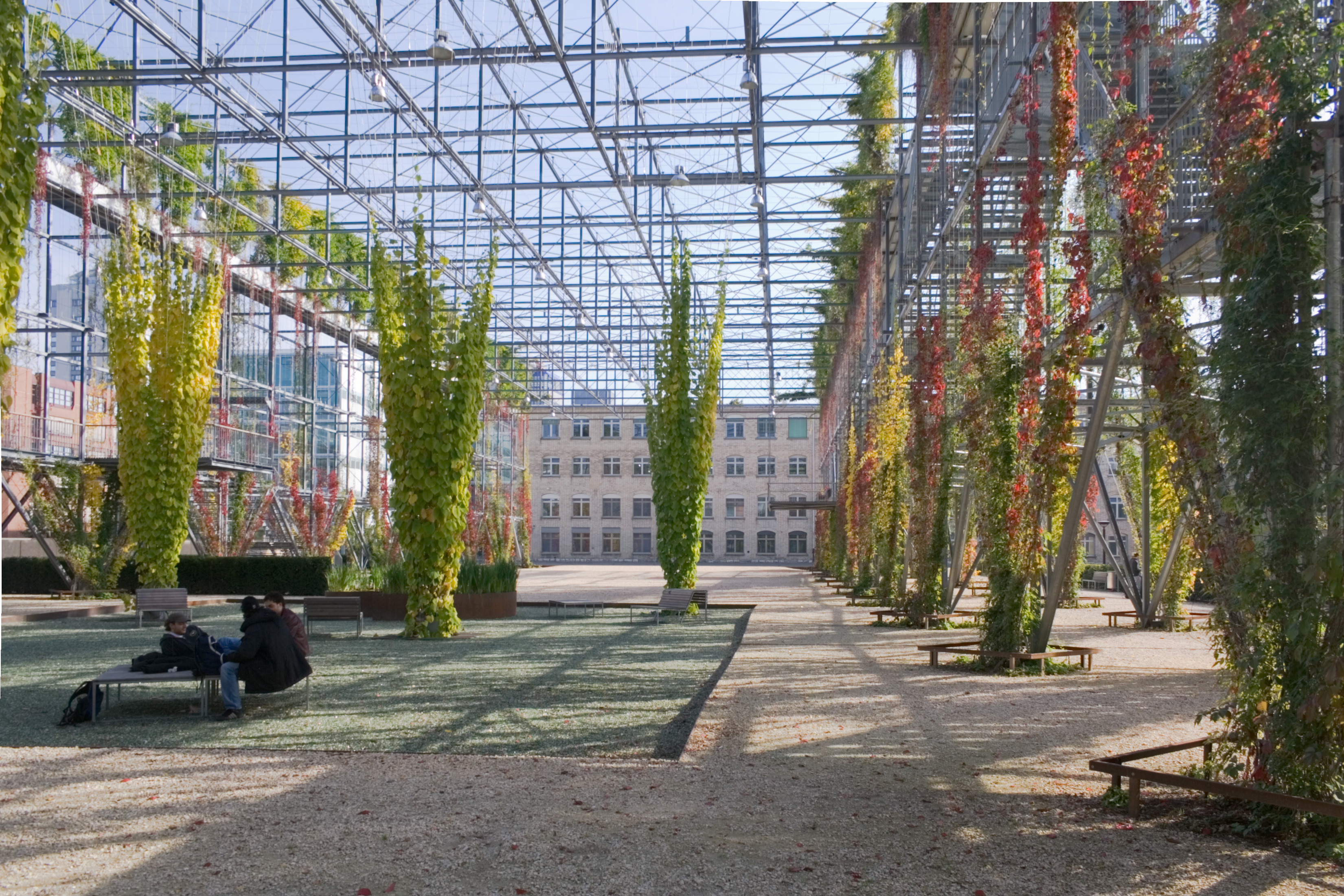
MFOパーク
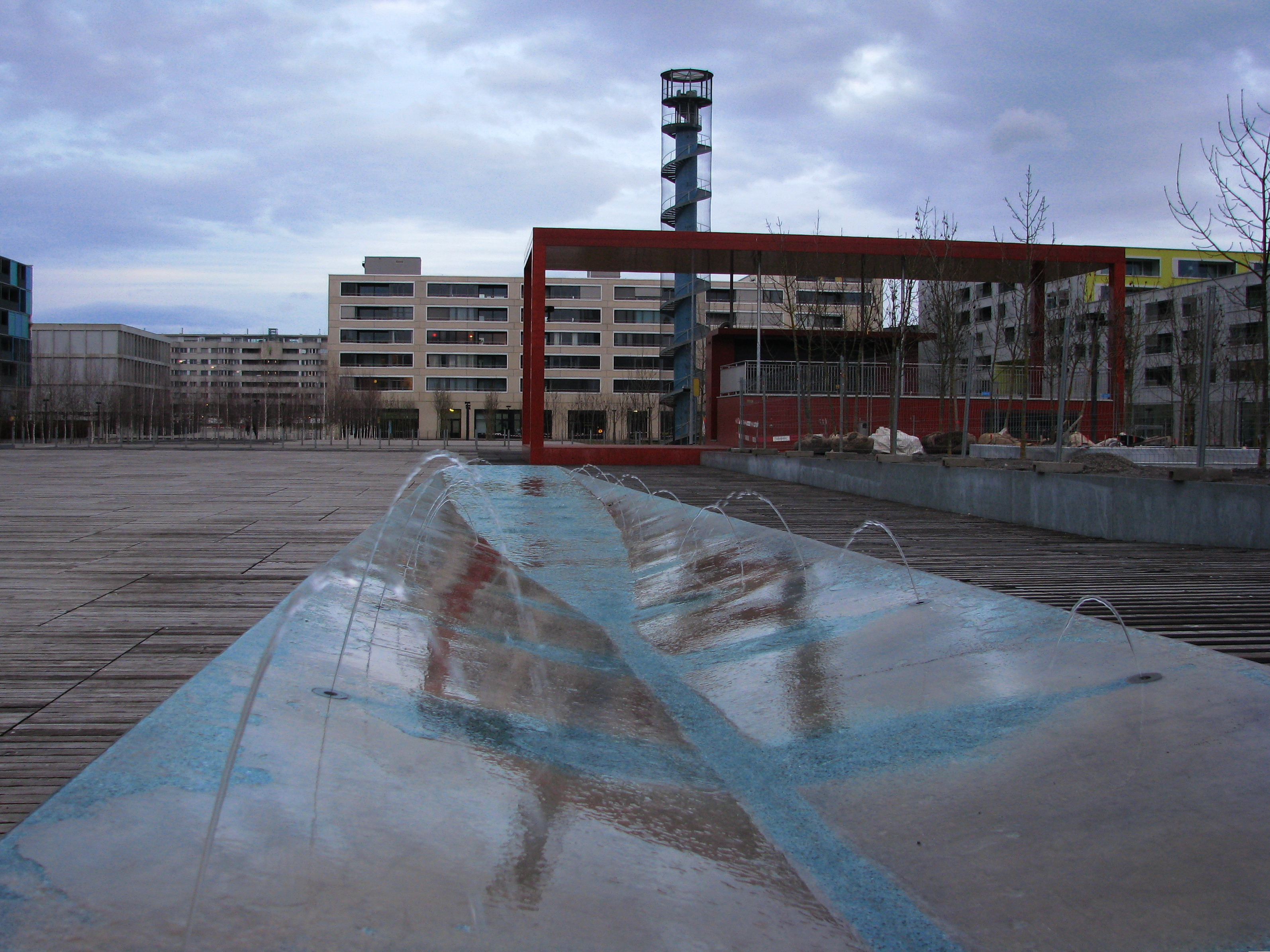
エルリカー 公園
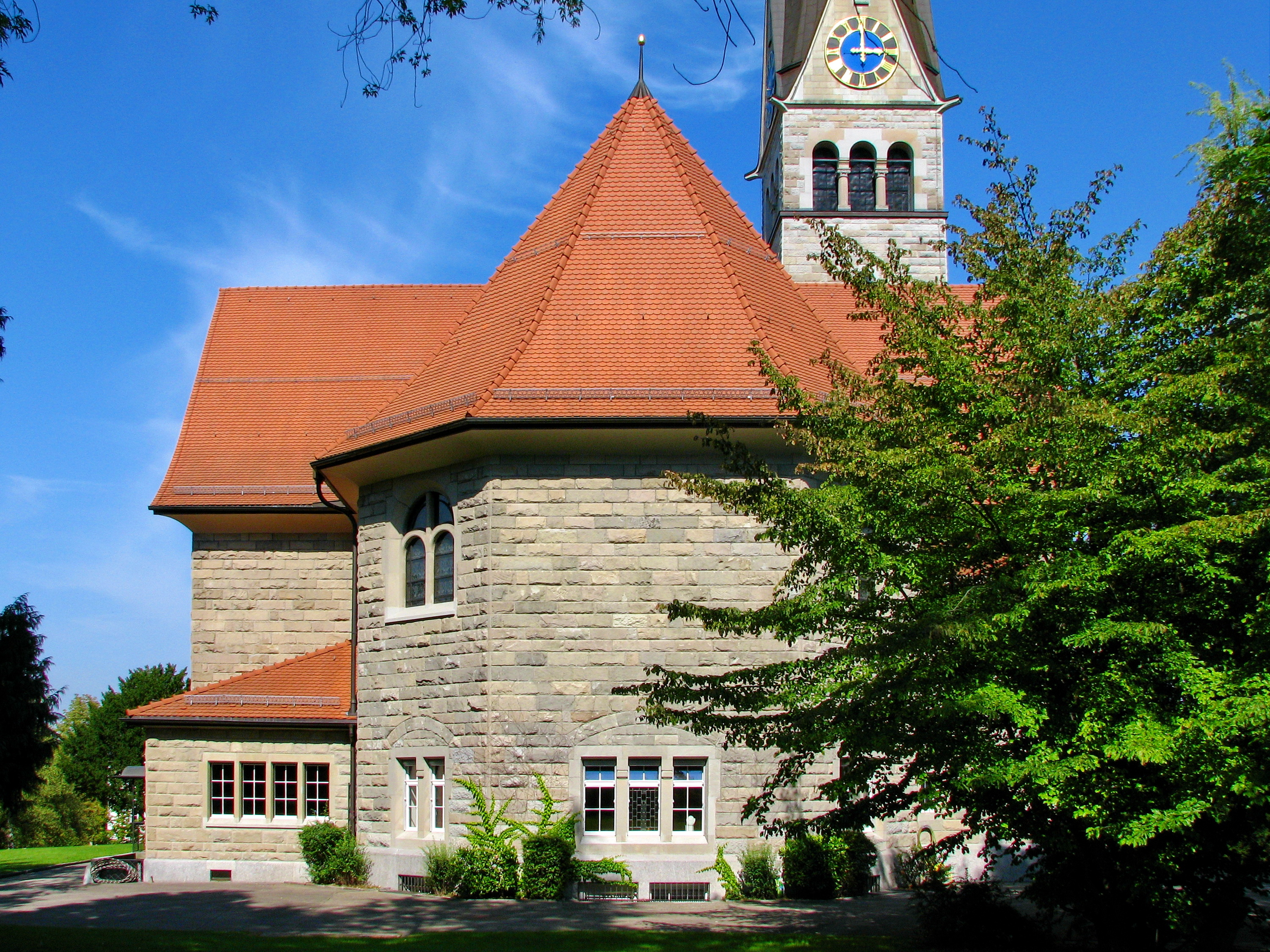
改宗派教会
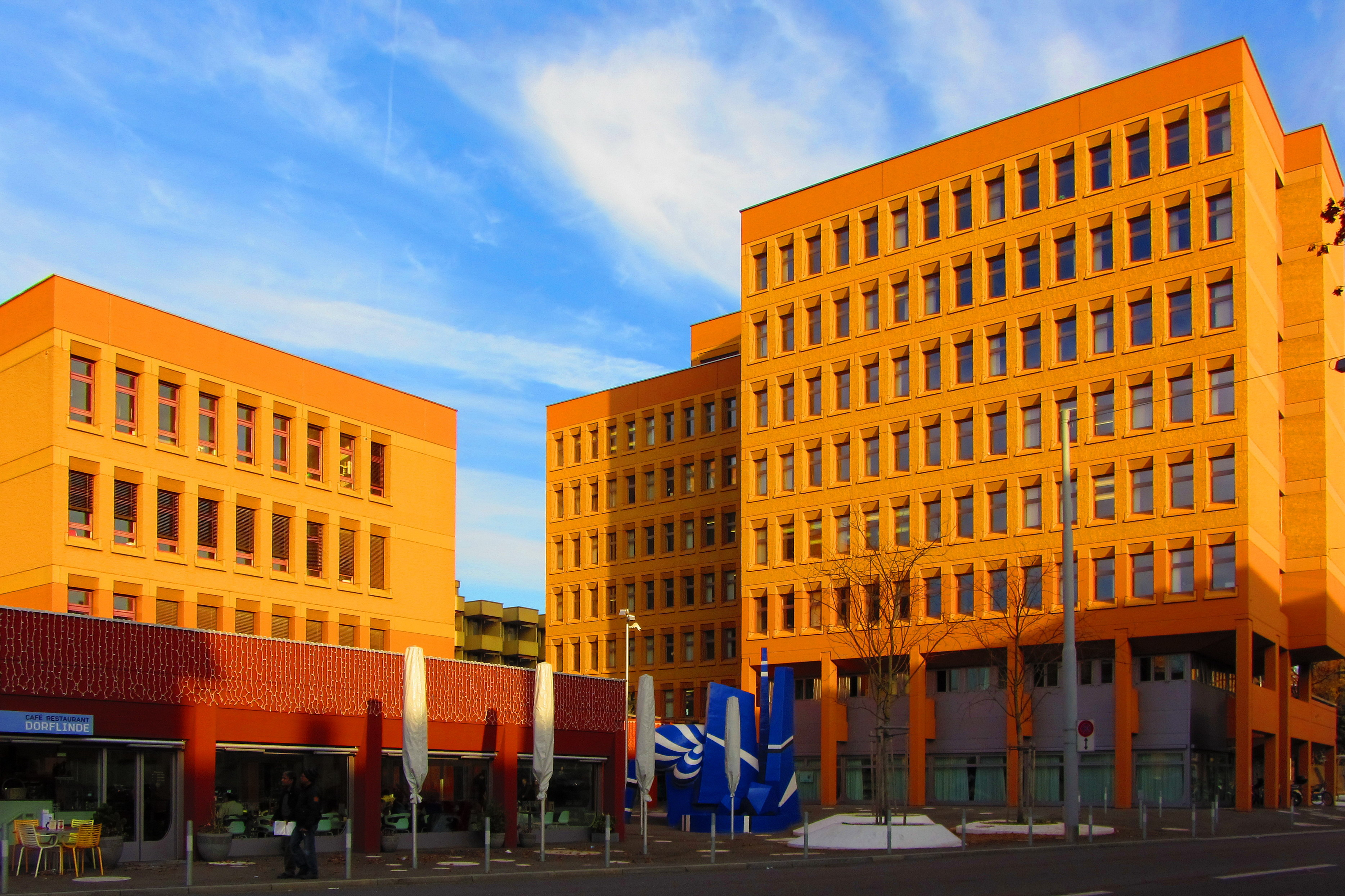
ドルフリンデ'は、'シュヴァメンディンゲン通りの地区管理棟
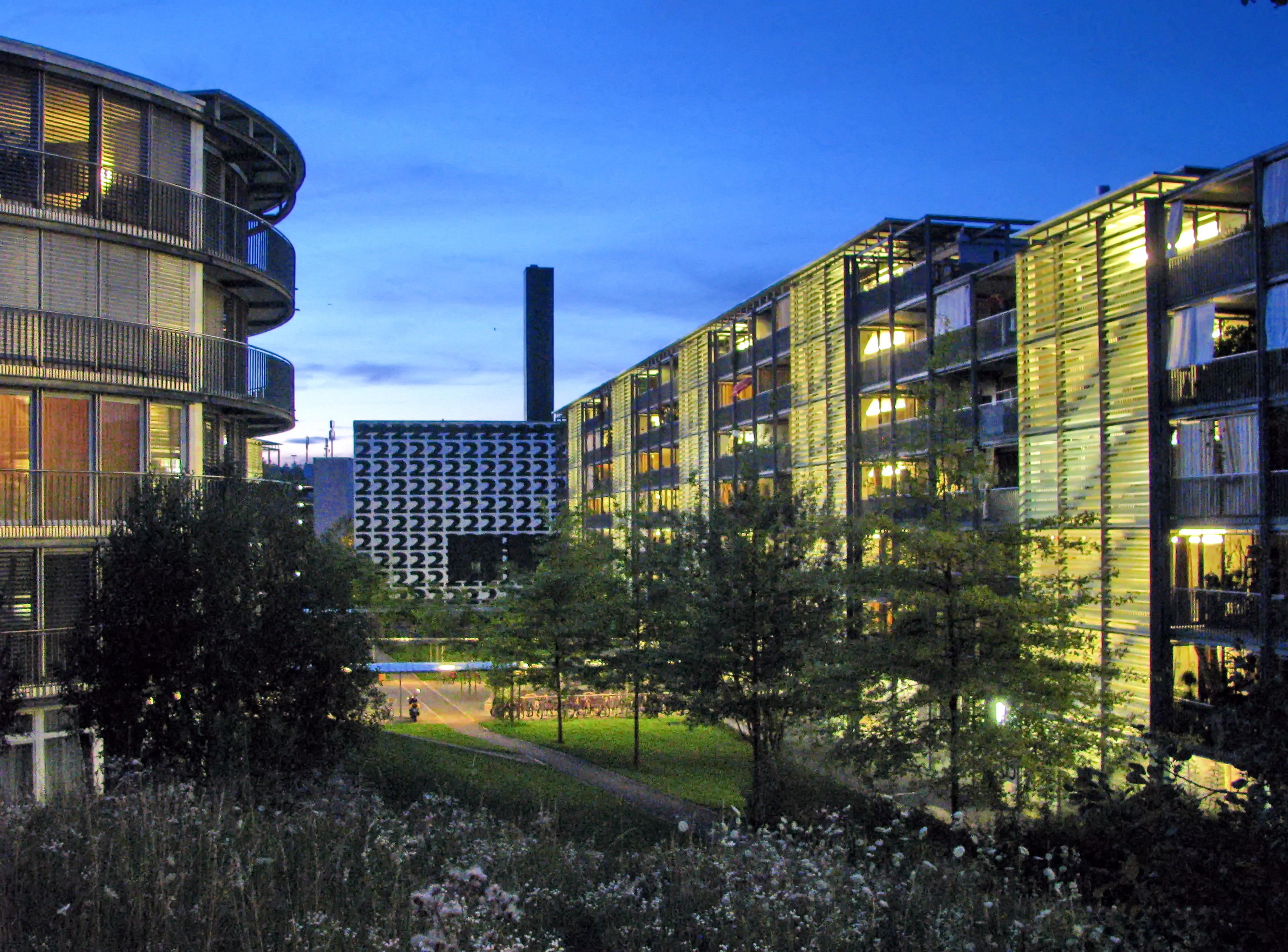
チューリッヒ北部 の日没
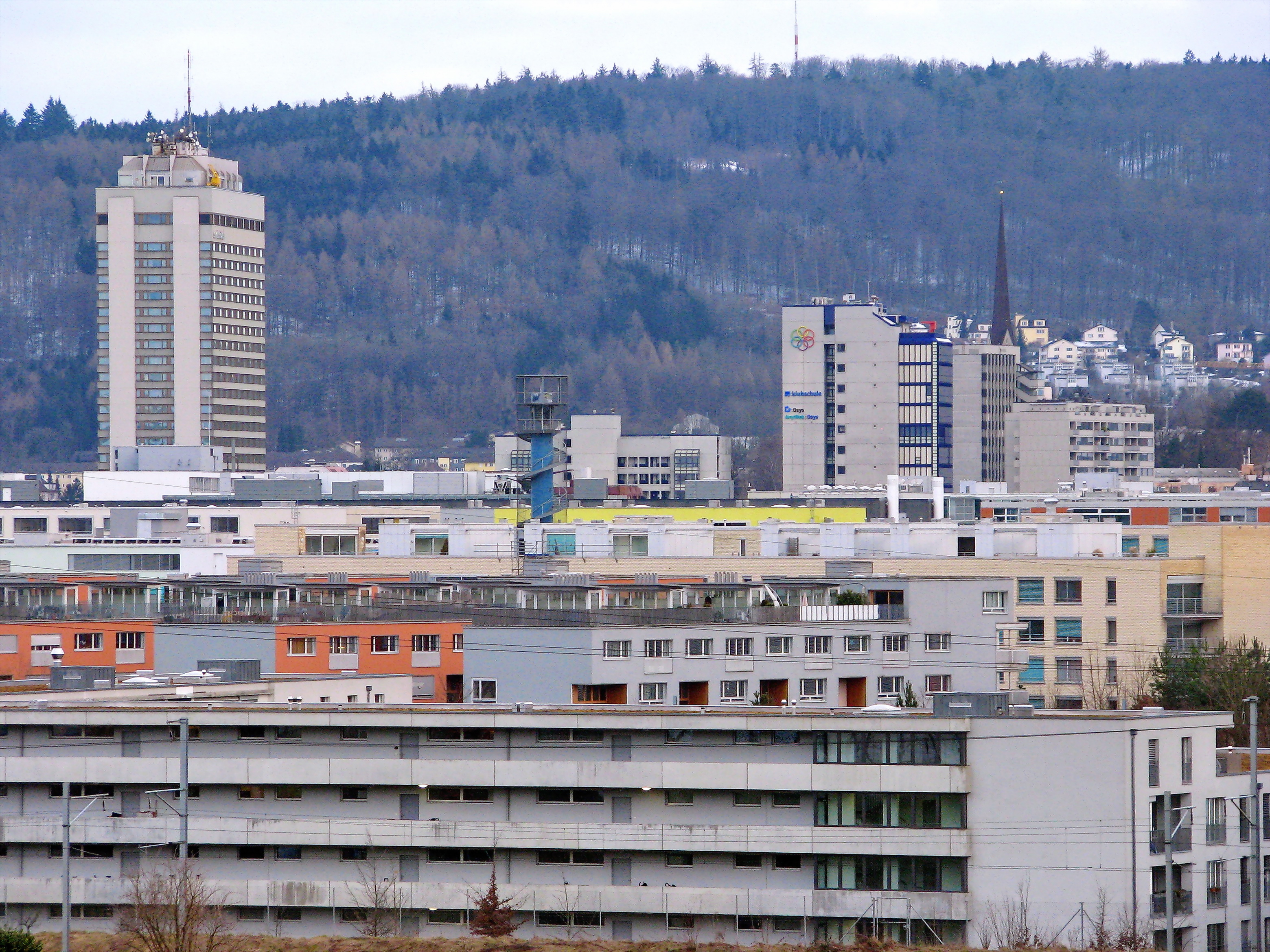
ゼーバッハ から見たエルリコンとチューリッヒ北部の景色
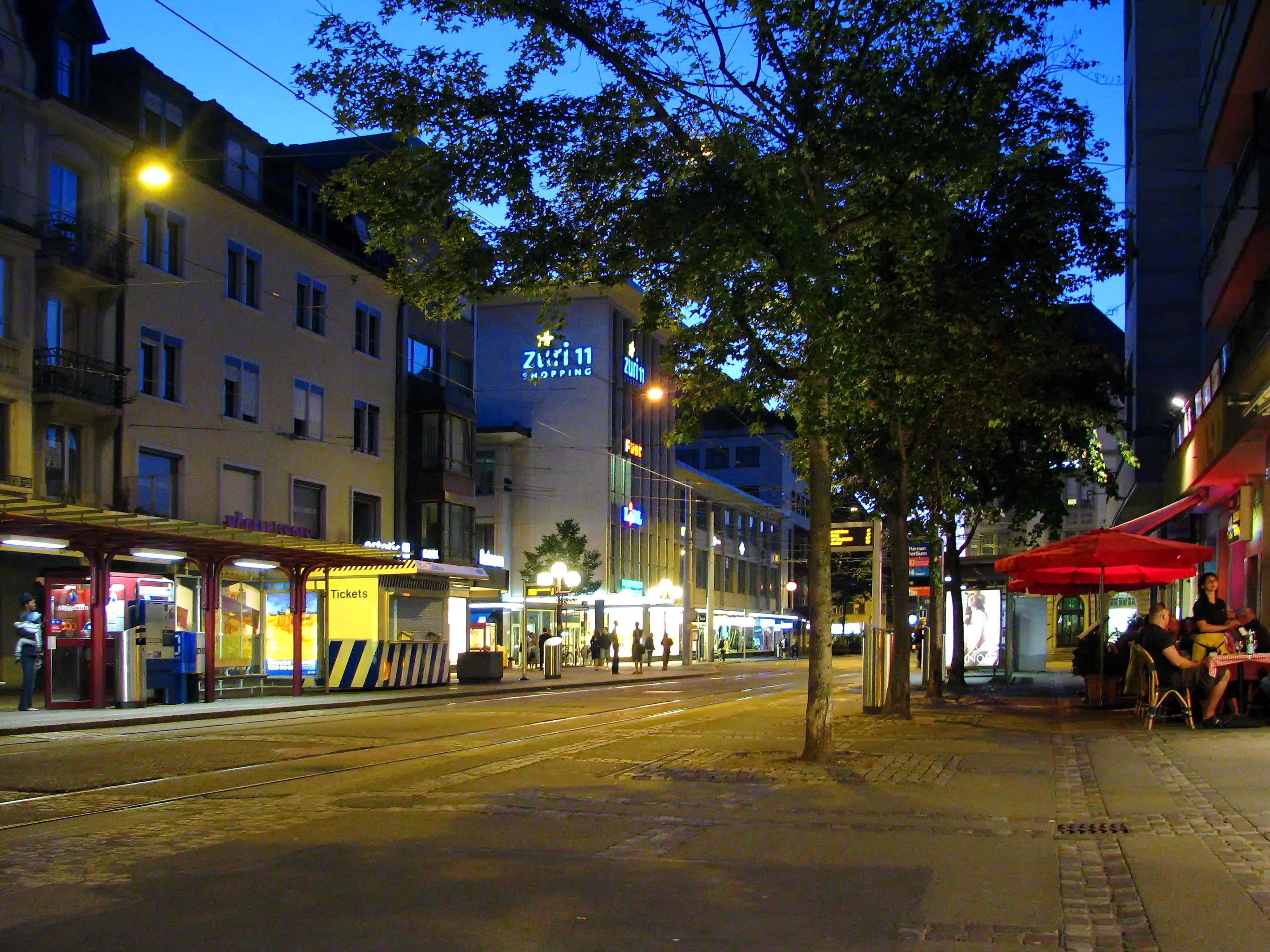
トラムの「スターネン・エルリコン」駅
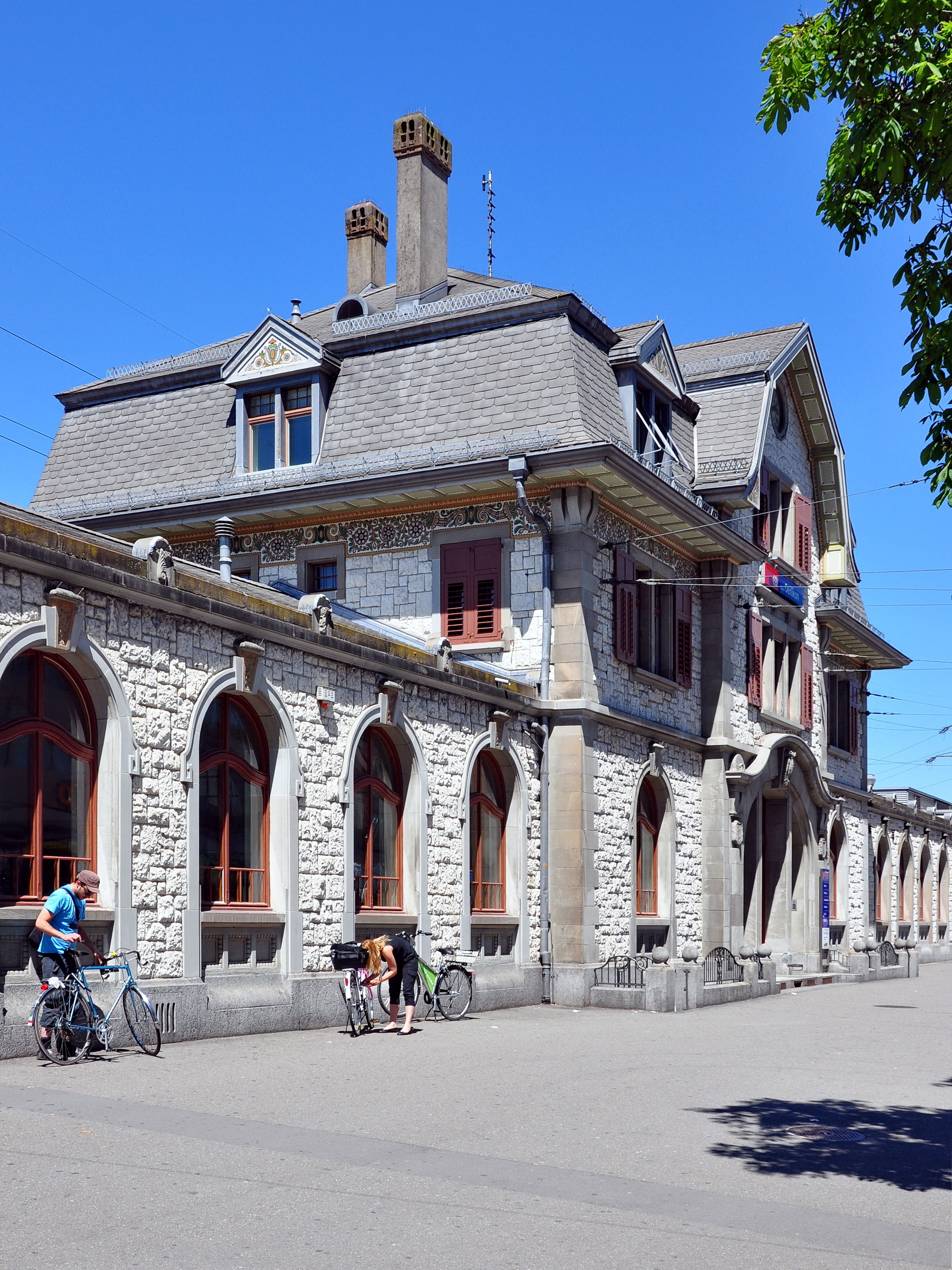
チューリッヒ・エルリコン駅